# Égletons
Égletons (okcitansko Aus Gletons) je naselje in občina v južnem francoskem departmaju Corrèze regije Limousin. Leta 2010 je naselje imelo 4.481 prebivalcev.

## Geografija
Kraj leži v pokrajini Limousin 30 km vzhodno od Tulleja.

## Uprava
Égletons je sedež istoimenskega kantona, v katerega so poleg njegove vključene še občine Champagnac-la-Noaille, Chapelle-Spinasse, Le Jardin, Montaignac-Saint-Hippolyte, Moustier-Ventadour, Rosiers-d'Égletons in Saint-Yrieix-le-Déjalat s 7.416 prebivalci.
Kanton Égletons je sestavni del okrožja Tulle.

## Zanimivosti
- cerkev sv. Antona,
- ostanki grajskega obzidja.

## Pobratena mesta
- Uffenheim (Bavarska, Nemčija);